# Nicolas Perez
Nicolas Perez (Marsiglia, 26 ottobre 1990) è un calciatore francese, attaccante dell'UNA Strassen.

## Caratteristiche tecniche
È un centravanti.

## Palmarès

### Club

#### Competizioni nazionali
- Campionato lussemburghese: 1

F91 Dudelange: 2018-2019
- Coppa del Lussemburgo: 1

F91 Dudelange: 2018-2019